# 坂元忠芳
坂元 忠芳（さかもと ただよし、1931年 - ）は、日本の教育学者。旧東京都立大学名誉教授。

## 略歴
東京大学教育学部卒、川崎市の小学校教師、東京大学助手、1967年同大学院博士課程満期退学、日教組が設立した国民教育研究所所員、75年東京都立大助教授、83年教授、95年定年退官、名誉教授。マルクス主義的な立場から教育研究を行ってきた。

## 著書
- 『現代教育思想批判』青木書店 1971
- 『子どもの能力と学力』1976 青木教育叢書
- 『子どもの発達と生活綴方』1978 青木教育叢書
- 『学力の発達と人格の形成』1979 青木教育叢書
- 『教育実践記録論』あゆみ出版 1980
- 『子どもとともに生きる教育実践』国土社 1980 国土新書
- 『教育の人民的発想 近代日本教育思想史研究への一視角』1982 青木教育叢書
- 『子どもと学力』1983 新日本新書
- 『現代の子どもと生活綴方』1985 青木教育叢書
- 『子どもの悲しみと教育』新日本出版社 1989
- 『対話の教育への誘い』新日本出版社 1991
- 『「新しい学力観」の読みかた』労働旬報社 1993 家庭と学校をつなぐ本
- 『情動と感情の教育学』大月書店 2000

## 共編著
- 『できる子できない子』編著 草土文化 1973 子どものしあわせシリーズ
- 『現代の子どもをどうつかむか』大槻健共編 あゆみ出版 1982 子ども・学校・地域
- 『ともせ、フロンティアに教育の灯を 管理主義にいどむ東葛の子どもと教師』東葛民研教育実践研究会共編著 桐書房 1990 地域にねざす教育
- 『フレネ教育 表現する教室』若狭蔵之助,西口敏治共編 青木書店 2000
- 『東日本大震災と子ども・教育 震災は私たちに何を教えるか』地域民主教育全国交流研究会共編 桐書房 2012 シリーズ現代と教育

## 参考
- 茂木俊彦, 「坂元忠芳教授を送る(坂元忠芳教授退職記念)」『人文学報 教育学』 30号 p.1-2, 1995-03, 東京都立大学人文学部, ISSN 03868729, NAID 110004997403